# Villads Nielsen
Villads Schmidt Nielsen (* 29. Januar 2005) ist ein dänischer Fußballspieler. Der Innenverteidiger spielt in Norwegen bei FK Bodø/Glimt. Zudem ist Nielsen auch dänischer Nachwuchsnationalspieler.

## Karriere

### Verein
Villads Nielsen war von Helsinge SI in die Akademie des FC Nordsjælland gewechselt. In der Saison 2023/24 spielte er noch in der A-Jugend (U19) des Vereins aus Farum im Großraum Kopenhagen, wechselte aber Ende März 2024 nach Norwegen zu FK Bodø/Glimt. In Nord-Norwegen unterschrieb Nielsen einen Vertrag mit einer Laufzeit bis Sommer 2028. Er gab am 9. April 2024 beim 6:0-Kantersieg im norwegischen Pokal gegen Brønnøysund IL sein Pflichtspieldebüt für den Verein aus Bodø.

### Nationalmannschaft
Villads Nielsen ist auch Nachwuchsnationalspieler der Skandinavier und vertrat sein Herkunftsland Dänemark in den Partien für die Altersklassen U18, U19 und U20.